# Hillegletscher
Dr Hillegletscher ist ein kleiner, spaltenreicher Gletscher in den Tessiner Alpen im Schweizer Kanton Wallis, der im Gipfelbereich des 3181 Meter hohen Hillehorns sein Nährgebiet hat. Der Gletscher bettet sich zwischen dem Hillehorn und der Punta Mottiscia (3158 m) ein und fliesst in östlicher Richtung ins Chummibort-Tal ab. Durch den starken Schwund der letzten Jahre, der eine anhaltende Verringerung der Eismächtigkeit verursacht hat, wird die Besteigung des Hillehorns immer schwieriger. Der Hillegletscher speist das Chummewasser, das in Heiligkreuz in die Binna fliesst.

## Karte
- Landeskarte der Schweiz 1:25.000, Blatt 1289, Brig